# Governo geral
Governo-geral e governo são designações para um território ou divisão administrativa de um país em que o governo é exercido por um governador-geral ou governador, respectivamente. Podem corresponder, consoante o caso, a um estado, uma província ou uma colônia, como:
- Governo-Geral do Brasil, criado por Dom João III para substituir as capitanias-gerais, através do Regimento de 17 de dezembro de 1548;[1]
- cada uma das duas repartições do Brasil, nomeadamente Governo do Norte, com capital em Salvador, e Governo do Sul, com capital no Rio de Janeiro, criadas em 1572 e 1608;
- uma subdivisão administrativa de certos países árabes ou de influência árabe (em árabe, mohafazah;[2] em português, "província");
- um dos Governos-Gerais da Rússia Imperial;
  - Governo-geral de Amur, unidade administrativa do Império Russo, criada em 1884;
  - Governo-geral das Estepes, no Império Russo, que existiu de 1882 a 1918)
- um dos Governos-Gerais do Reino da Polônia no período em que esteve em união pessoal com o Império Russo (1815-1915);
- o Governo-Geral da Polônia ocupada pelas tropas da Alemanha Nazista;
- o Governo-Geral da cidade do Vaticano, que exerce o poder executivo em nome do Papa
- cada uma das 34  gobernaciones do Império Espanhol.